# 三同刻
三結義，又稱三兄弟、三相刻，日本稱三色同刻是麻将中的一种和牌形式，當手牌中含有三種數牌（萬、餅、條）的相同大小的刻子或槓子（不論明刻、明槓、暗刻、暗槓皆可）時成立。日本麻將為2翻，廣東麻將為5或7番，國標麻將為16分為是相當少見的役種，出現機率比清一色低。